# Titan Collège français de Laval
Le Titan Collège français de Laval est un des noms utilisés par la franchise de hockey sur glace qui a joué dans la Ligue de hockey junior majeur du Québec (LHJMQ) à Laval au Québec entre les années 1971 et 1998. Les différents noms portés par la franchise sont :
- National de Laval : 1971-1979
- Voisins de Laval : 1979-1985
- Titan de Laval : 1985-1994
- Titan Collège français de Laval : 1994-1998

## Histoire
Le National de Rosemont est créé en 1969 comme une des premières franchises de la LHJMQ dans un des arrondissements de Montréal : Rosemont–La Petite-Patrie. Après seulement deux saisons dans la ville de Montréal, la franchise s'installe à Laval, où elle joue les vingt-sept saisons suivantes sous plusieurs appellations. 
En 1994, l'équipe fusionne avec celle du Collège français de Verdun et devient le Titan Collège français de Laval et en 1998, le Colisée de Laval étant trop vétuste, la franchise déménage à Bathurst de la province du Nouveau-Brunswick et devient alors le Titan d'Acadie-Bathurst.

## Logos successifs

Logo du National de 1971 à 1972
Logo du National de 1972 à 1975
Logo du National de 1975 à 1979
Logo des Voisins de 1981 à 1985
Logo du Titan de 1985 à 1994
Logo du Titan Collège français de 1994 à 1998

## Palmarès
La franchise du Titan remporta quatre victoires dans le championnat de la LHJMQ - Coupe du président en 1984, 1989, 1990, 1993
- Coupe Memorial : participation à la finale de la Coupe en 1994 (défaite contre les Blazers de Kamloops).